# Cankova
Cankova là một khu tự quản (tiếng Slovenia: občine, số ít – občina) trong vùng Pomurska của Slovenia. Cankova có diện tích 30.6 km2, dân số là theo điều tra ngày 31 tháng 3 năm 2002 là 2067 người. Thủ phủ khu tự quản Cankova đóng tại Cankova.